# 스펜서 리드

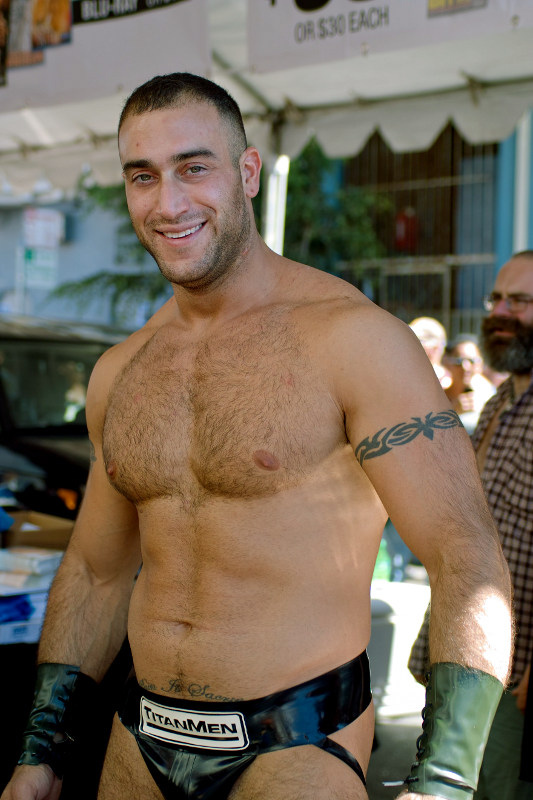
스펜서 리드

스펜서 리드(Spencer Reed, 1983년 12월 5일 ~ )는 미국의 포르노 배우로, 게이 포르노에 종사한다. 2012년, XBIZ 어워드 올해의 게이 포르노 배우 후보에 올랐다.